# 法蘭茲·薩爾瓦多 (奧地利-托斯卡納)
法蘭茲·薩爾瓦多（德語：Franz Salvator von Österreich-Toskana，1866年8月21日—1939年4月20日），父親是托斯卡納大公利奧波多二世的次子卡爾·薩爾瓦多，母親是兩西西里國王費迪南多二世的女兒瑪麗亞·伊瑪科拉塔。

## 家庭
1890年，法蘭茲·薩爾瓦多與奧地利的瑪麗·瓦萊麗女大公結婚，兩人共有4子4女：
1. 伊莉莎白（1892年—1930年）
2. 法蘭茲·卡爾（英语：Archduke Franz Karl Salvator of Austria）（1893年—1918年）
3. 休伯特（英语：Archduke Hubert Salvator of Austria）（1894年—1971年）
4. 海德薇希（英语：Archduchess Hedwig of Austria）（1896年—1970年）
5. 特奧多爾（1899年—1978年）
6. 格特魯德（德语：Gertrud von Österreich-Toskana）（1900年—1962年）
7. 克雷門斯（德语：Clemens Salvator von Österreich-Toskana）（1904年—1974年）
8. 瑪蒂爾德（1906年—1991年）